# Laelia fuscolimbata
Laelia fuscolimbata är en fjärilsart som beskrevs av  1918. Laelia fuscolimbata ingår i släktet Laelia och familjen tofsspinnare. Inga underarter finns listade i Catalogue of Life.